# Екологичен отпечатък
Екологичният отпечатък е мярка за човешкото търсене на екосистеми на Земята. Това е опит да се определи количествено и да се дефинира като мерна единица площта на земята и водата необходими за задоволяване на нуждите и абсорбиране на отпадъчните материали на дадено население с даден начин на живот. Индексът е част от индекса „Ден на екологичния дълг“ на мозъчния тръст Global Footprint Network, който приравнява човешкото търсене с възможността за възстановяване на ресурсите на Земята и дава точна дата, когато търсенето надвишава възможността за възобновяване. Докато концепцията за екологичен отпечатък е широко използвана, методите за измерване варират. Тази концепция е критикувана например, защото не е добре определена научно.  Моделите на екологичния отпечатък са в постоянен процес на усъвършенстване и много от тях не се възприемат като точен критерий.